# Gambrus tunicularuber
Gambrus tunicularuber är en stekelart som först beskrevs av Fyles 1896.  Gambrus tunicularuber ingår i släktet Gambrus och familjen brokparasitsteklar. Inga underarter finns listade i Catalogue of Life.